# Komunistyczny Związek Młodych Niemiec

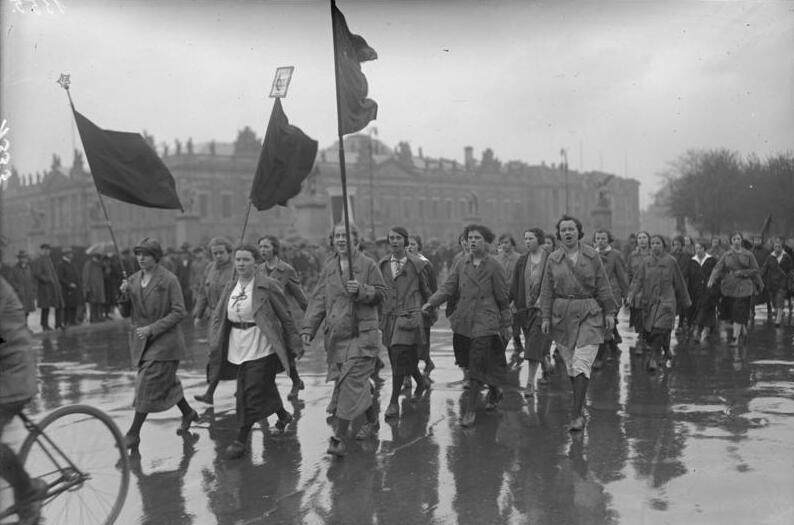
Pochód pierwszomajowy w Berlinie w 1925 roku

Komunistyczny Związek Młodych Niemiec (niem. Kommunistischer Jugendverband Deutschlands, KJVD) – polityczna, niemiecka organizacja młodzieżowa istniejąca od 1925 roku. Była młodzieżówką Komunistycznej Partii Niemiec. Na początku lat 30. brała udział w walkach ulicznych przeciwko nazistom.
Została zlikwidowana po przejęciu władzy w Niemczech przez NSDAP.